# História do Império do Brasil
A história do Império do Brasil é a sequência de eventos históricos ocorridos no estado extinto denominado Império do Brasil. Tradicionalmente, a historiografia trata este momento da História do Brasil como "Brasil Império", "Brasil Imperial" ou "Brasil Monárquico".
A história começa com a independência, quando o Reino do Brasil deixou de fazer parte do Reino Unido de Portugal, Brasil e Algarves, e termina com o golpe militar que instaurou e proclamou a República dos Estados Unidos do Brasil.

## Proclamação da independência

Grito do Ipiranga.

No dia 7 de setembro de 1822, às margens do Rio Ipiranga, na província de São Paulo, o então príncipe regente, Pedro, tomou conhecimento de ordens vindas da corte portuguesa para que ele abandonasse o reino do Brasil e fosse para o reino de Portugal ou então seria acusado de traição, com isso irritado bradou "Independência ou Morte!", e assim desvinculou Brasil de Portugal definitivamente. Em 12 de outubro de 1822, foi aclamado "Imperador Constitucional" e "Defensor Perpétuo do Brasil". Em 1º de dezembro do mesmo ano, realizou-se a cerimônia de Coroação e Sagração.

## Elevação a Império
Após o início da guerra da independência, em 1822, o título de príncipe do Brasil foi desvinculado dos príncipes aspirantes ao trono português, passando esses a usar somente o título de duque de Bragança. Nomeadamente, Pedro foi o último a deter ambos os títulos, tendo sido príncipe regente do Brasil por um curto período pouco antes da Independência. Pedro, por sua vez, inicia a linhagem de imperadores do Brasil a partir de sua aclamação como imperador constituinte do Brasil na Capela Imperial, Rio de Janeiro, em 12 de outubro de 1822. Contudo, apesar do título de príncipe do Brasil, mais nomeadamente, príncipe Imperial do Brasil, vicejar até os dias de hoje, apenas Pedro de Bragança e seu filho detiveram o trono imperial.
Após a abdicação de Pedro I ao trono, inicia-se o período regencial, que vigorou até que Pedro II ascendesse ao trono por meio do golpe da maioridade.

## Primeiro Reinado (1822-1831)

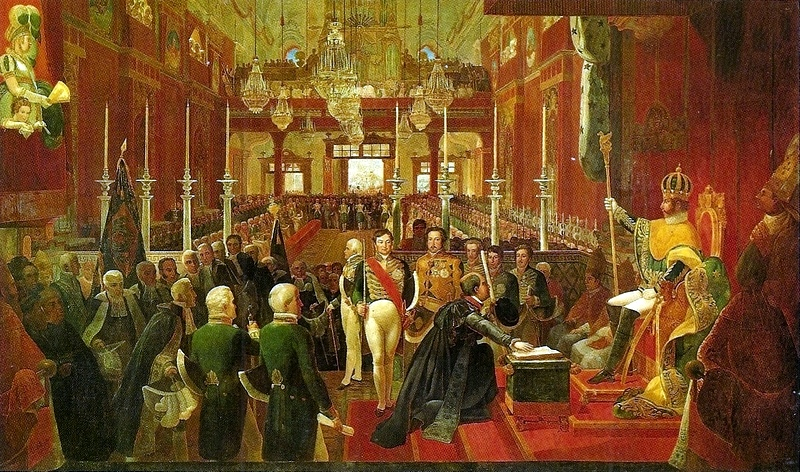
Coroação de Pedro I como Imperador do Brasil na Capela Imperial do Rio de Janeiro.

Para que se consumasse o processo de independência, era preciso vencer a oposição das tropas portuguesas aquarteladas no país e impor o domínio do governo central no restante das províncias. 
As guerras de independência começaram com a expulsão dos exércitos portugueses de Pernambuco em 1821, seus focos se espalharam, após a proclamação da independência do Brasil, a 7 de setembro de 1822, em lutas mais encarniçadas nas regiões onde, por razões estratégicas, se registrava maior concentração de tropas portuguesas, a saber, nas então províncias Cisplatina, da Bahia, do Piauí, do Maranhão e do Grão-Pará.
Após prolongados combates que só terminaram em novembro de 1823, o primeiro ministério nacional, chefiado por José Bonifácio de Andrada e Silva, consolidou a independência em todo o território nacional.
Ao mesmo tempo, José Bonifácio e seus irmãos, Martim Francisco e Antônio Carlos, concentraram-se na eliminação de seus opositores dentro do Partido Brasileiro. Os chamados exaltados ou democráticos opunham-se à monarquia forte e centralizada e defendiam o direito de cada província tomar suas próprias decisões. No final de 1822, foram proibidos de circular os jornais dos exaltados, e presos ou deportados muitos membros do grupo, como Joaquim Gonçalves Ledo, José Clemente Pereira e Januário da Cunha Barbosa.

### Constituição imperial

#### Constituinte de 1823
No dia 3 de março de 1823, a Assembleia Geral Constituinte e Legislativa do Império do Brasil iniciou sua legislatura com o intento de realizar a primeira Constituição Política do país. No mesmo dia, Pedro I discursou para os deputados reunidos, deixando clara a razão de ter afirmado durante sua coroação no final do ano anterior que a Constituição deveria ser digna do Brasil e de si (frase esta que fora ideia de José Bonifácio e não do Imperador):
Como Imperador Constitucional, e mui especialmente como Defensor Perpétuo deste Império, disse ao povo no dia 1 de dezembro do ano próximo passado, em que fui coroado e sagrado – que com a minha espada defenderia a Pátria, Nação e a Constituição, se fosse digna do Brasil e de mim…, uma Constituição em que os três poderes sejam bem divididos… uma Constituição que, pondo barreiras inacessíveis ao despotismo quer real, aristocrático, quer democrático, afugente a anarquia e plante a árvore da liberdade a cuja sombra deve crescer a união, tranquilidade e independência deste Império, que será o assombro do mundo novo e velho. Todas as Constituições, que à maneira de 1791 e 1792 têm estabelecido suas bases, e se têm querido organizar, a experiência nos tem mostrado que são totalmente teóricas e metafísicas, e por isso inexequíveis: assim o prova a França, a Espanha e, ultimamente, Portugal. Elas não têm feito, como deviam, a felicidade geral, mas sim, depois de uma licenciosa liberdade, vemos que em uns países já aparecem, e em outros ainda não tarda a aparecer, o despotismo em um, depois de ter sido exercido por muitos, sendo consequência necessária ficarem os povos reduzidos à triste situação de presenciarem e sofrerem todos os horrores da anarquia.
Pedro lembrou aos deputados em seu discurso que a Constituição deveria impedir eventuais abusos não somente por parte do monarca, mas também por parte da classe política e da própria população. Para tanto, seria necessário evitar implantar no país leis que na prática seriam desrespeitadas. A Assembleia num primeiro momento se prontificou a aceitar o pedido do Imperador, mas alguns deputados se sentiram incomodados com o discurso de Pedro. Um deles, o deputado por Pernambuco Andrade de Lima, manifestou claramente seu descontentamento, alegando que a frase do monarca fora por demais ambígua. Os deputados que se encontravam na Constituinte eram em sua grande maioria liberais moderados, reunindo "o que havia de melhor e de mais representativo no Brasil". Foram eleitos de maneira indireta e por voto censitário e não pertenciam a partidos, que ainda não existiam no país. Havia, contudo, facções entre os mesmos, sendo três discerníveis: os "bonifácios", que eram liderados por José Bonifácio e defendiam a existência de uma monarquia forte, mas constitucional e centralizada, para assim evitar a possibilidade de fragmentação do país, e pretendiam abolir o tráfico de escravos e a escravidão, realizar uma reforma agrária e de desenvolver economicamente o país livre de empréstimos estrangeiros. Os "portugueses absolutistas", que compreendiam não apenas lusitanos, mas também brasileiros e defendiam uma monarquia absoluta e centralizada, além da manutenção de seus privilégios econômicos e sociais. E por último, os "liberais federalistas", que contavam em seus quadros com portugueses e brasileiros, e que pregavam uma monarquia meramente figurativa e descentralizada, se possível federal, em conjunto com a manutenção da escravidão, além de combaterem com veemência os projetos dos bonifácios. Ideologicamente, o Imperador se identificava com os bonifácios tanto em relação aos projetos sociais e econômicos, quanto em relação aos políticos, pois não tinha interesse nem em atuar como um monarca absoluto e muito menos em servir como "uma figura de papelão no governo".
O esboço da Constituição de 1823 foi escrito por Antonio Carlos de Andrada, que sofreu forte influência das Cartas francesa e norueguesa. Em seguida foi remetido à Constituinte, onde os deputados iniciaram os trabalhos para a realização da carta. Existiam diversas diferenças entre o projeto de 1823 e a posterior Constituição de 1824. Na questão do federalismo, era centralizadora, pois dividia o país em comarcas, que são divisões meramente judiciais e não administrativas. As qualificações para eleitor eram muito mais restritivas que a Carta de 1824. Definia também que seriam considerados cidadãos Brasileiros somente os homens livres no Brasil, e não os escravos que eventualmente viessem a serem libertados, diferentemente da Constituição de 1824. Era prevista a separação dos três poderes, sendo o Executivo delegado ao Imperador, mas a responsabilidade por seus atos recairia sobre os ministros de Estado. A Constituinte optou também pela inclusão do veto suspensivo por parte do Imperador (assim como a de 1824), que poderia inclusive vetar se assim o desejasse o próprio projeto de Constituição. Entretanto, mudanças nos rumos políticos levaram os deputados a proporem tornar o monarca uma figura meramente simbólica, completamente subordinada à Assembleia. Este acontecimento, seguido pela aprovação de um projeto em 12 de junho de 1823 pelo qual as leis criadas pelo órgão dispensariam a sanção do monarca levou Pedro a entrar em choque com a Constituinte.
Por trás da disputa entre o Imperador e a Assembleia, havia outra, mais profunda e que foi a real causa da dissolução da Constituinte. Desde o início dos trabalhos legislativos os liberais federalistas tinham como principal intuito derrubar o ministério presidido por José Bonifácio a qualquer custo e se vingar pelas perseguições que sofreram durante a Bonifácia ocorrida no ano anterior. Os portugueses absolutistas, por outro lado, viram seus interesses feridos quando José Bonifácio emitiu os decretos de 12 de novembro de 1822 e 11 de dezembro de 1822, onde no primeiro eliminava os privilégios dos lusitanos e no segundo sequestrava os bens, mercadorias e imóveis pertencentes aos mesmos que tivessem apoiado Portugal durante a independência Brasileira. Apesar das diferenças, os portugueses e os liberais se aliaram com o objetivo de retirar do poder o inimigo comum. Os liberais e portugueses aliciaram os:
[…]"desafetos dos Andradas, cujo valimento junto ao Imperador açulava muitas invejas e cuja altaneira, por vezes grosseira, suscetibilizava muitos melindres e feria muitas vaidades. Duros para com os adversários, os Andradas tinham suscitado fartura de inimigos no prestígio conquistado pela sua superioridade intelectual e pela sua honestidade. Os descontentes uniram-se para derrubá-los e na aliança se confundiram moderados com exaltados".
As duas fações aliadas arregimentaram os amigos íntimos do Imperador para o seu lado, que logo trataram de envenenar a amizade do monarca com o seu grande amigo, José Bonifácio. Vendo a maior parte da Assembleia abertamente descontente com o Ministério Andrada e influenciado por seus amigos, que se identificavam com os interesses dos portugueses, Pedro demitiu os ministros de Estado. Iniciou-se então uma guerra de ataques entre os jornais do país, que defendiam uma ou outra facção política. A aliança entre os liberais e portugueses foi efêmera. Logo que o Ministério Andrada foi demitido, os dois grupos voltaram-se um contra o outro. Para o monarca qualquer relação com os liberais seria inadmissível, pois sabia muito bem de suas intenções em transformá-lo numa figura meramente decorativa. Os ataques contra os portugueses em geral e até mesmo contra Pedro por parte dos jornais e deputados a favor dos Andradas levou o Imperador a se aproximar dos portugueses.
A crise tornou-se ainda mais séria quando um episódio que normalmente seria completamente ignorado acabou por ser utilizado para fins políticos. Um boticário nascido no Brasil, que também praticava o jornalismo, sofreu agressões físicas por parte de dois oficiais lusitanos que erroneamente acreditavam que ele tivesse sido o autor de artigo injurioso. Os Andradas aproveitaram a oportunidade para alegar que a agressão sofrida pelo boticário fora na realidade um atentado contra a honra do Brasil e do povo brasileiro. Antônio Carlos de Andrada e Martim Francisco de Andrada foram levados sobre os ombros de uma multidão e seguiu-se uma onda de xenofobia antilusitana que acirrou ainda mais os ânimos. A tudo Pedro assistiu da janela do Paço Imperial que se encontrava ao lado da "Cadeia Velha", nome do local onde estava se realizando a Constituinte. O Imperador ordenou que o Exército se preparasse para um conflito. Pedro detinha a fidelidade da oficialidade, que se sentira agredida pelos insultos direcionados a si e ao Imperador pelos jornais aliados aos Andradas e exigia uma punição aos mesmos. Os deputados demonstraram apreensão e exigiram respostas sobre a razão da reunião de tropas em São Cristóvão. O ministro do Império, Francisco Vilela Barbosa, representando o governo, dirigiu-se a Assembleia demandando que se processassem os irmãos Andradas pelos supostos abusos que cometeram. Os deputados reunidos debateram sobre a proposta do governo e permaneceram em sessão durante a madrugada. Mas no dia seguinte quando Vilela Barbosa retornou à Assembleia para dar explicações sobre a reunião das tropas, alguns deputados gritaram exigindo que Pedro fosse declarado "fora-da-lei". O Imperador ao saber disto, antes mesmo que o ministro do Império retornasse da Assembleia, assinou o decreto dissolvendo a Constituinte, que ficou conhecida pela historiografia, pejorativa mente, como a Constituição da mandioca. Sobre o episódio, Oliveira Lima afirmou que:
"A madrugada da ‘noite de agonia’ não iluminou todavia martírio algum. Os deputados que se tinham declarado prontos a cair varados pelas baionetas imperiais, voltaram tranquilamente para suas habitações, sem que os soldados os incomodassem. Seis tão-somente foram deportados para a França, entre eles os três Andradas".
Os portugueses propuseram a Pedro I que enviasse os irmãos Andradas para Portugal, pois lá muito provavelmente seriam condenados a morte por suas participações na independência brasileira. Pediram apenas o seu consentimento. "Não! Não consinto porque é uma perfídia [deslealdade]", respondeu o monarca. Apesar da apreensão de Pedro quanto a possibilidade de se tornar uma figura nula no governo do país e sua demonstração de descontentamento, não foi a razão principal do fechamento da Constituinte. Os deputados deveriam ter se reunido para elaborarem uma Constituição para o país e debater seus artigos. Contudo, perderam-se em disputas pelo poder e somente para defender seus próprios interesses levaram a capital do Império à beira da anarquia. Este não foi o fim dos deputados, entretanto. Da Constituinte saíram 33 senadores, 28 ministros de Estado, 18 presidentes de província, 7 membros do primeiro conselho de Estado e 4 regentes do Império.

#### Outorga da primeira constituição brasileira
Segundo Oliveira Lima, Pedro I não pretendia realizar um governo despótico, pois "sua ambição era ser guardado pelo amor de seu povo e pela fidelidade das suas tropas e não impor sua tirania". O Imperador, por tal razão, encarregou o Conselho de Estado criado em 13 de novembro de 1823 de redigir um novo projeto de Constituição que estaria finalizado em apenas quinze dias. Era um "conselho de notáveis" formado por juristas renomados, sendo todos brasileiros natos. O grupo incluía Carneiro de Campos, principal autor da nova Carta, além de Villela Barbosa, Maciel da Costa, Nogueira da Gama, Carvalho e Mello, dentre outros. O Conselho de Estado utilizou como base o projeto da Constituinte e assim que terminou, enviou uma cópia da nova Constituição para todas as câmaras municipais. Esperava-se que a Carta servisse como um projeto para uma nova Assembleia Constituinte. Contudo, as câmaras municipais sugeriram ao Imperador ao invés que se adotasse "imediatamente" o projeto como a Constituição brasileira. Em seguida, as câmaras municipais, compostas por vereadores eleitos pelo povo brasileiro como seus representantes, votaram a favor por sua adoção como a Carta Magna do Brasil independente. Pouquíssimas câmaras fizeram qualquer tipo de observação a Constituição e praticamente nenhuma fez alguma reserva. A primeira Constituição brasileira foi então outorgada por Pedro I e solenemente jurada na Catedral do Império, no dia 25 de março de 1824.
A Carta promulgada em 1824 foi influenciada pelas Constituições francesa de 1791 e espanhola de 1812. Era um "belo documento de liberalismo do tipo francês", com um sistema representativo baseado na teoria da soberania nacional. A forma de governo era a monárquica, hereditária, constitucional e representativa, sendo o país dividido formalmente em províncias e o poder político estava dividido em quatro, conforme a filosofia liberal das teorias da separação dos poderes e de Benjamin Constant. A Constituição era uma das mais liberais que existiam em sua época, até mesmo superando as europeias. Fora mais liberal, em diversos pontos, e menos centralizadora que o projeto da Constituinte, revelando que os "constituintes do primeiro reinado que estavam perfeitamente atualizados com as ideias da época". Apesar da Constituição prever a possibilidade de liberdade religiosa somente em âmbito doméstico, na prática, ela era total. Tanto os protestantes, como judeus e seguidores de outras religiões mantiveram seus templos religiosos e a mais completa liberdade de culto. Continha uma inovação, que era o Poder Moderador, cujo surgimento na letra da lei fora atribuída a Martim Francisco de Andrada, um grande admirador de Benjamin Constant. Este Poder serviria para "resolver impasses e assegurar o funcionamento do governo". A separação entre o Poder Executivo e Moderador surgiu a partir da prática no sistema monárquico-parlamentarista britânico.
Havia na Carta Magna "algumas das melhores possibilidades da revolução liberal que andava pelo ocidente – as que iriam frutificar, embora imperfeitamente, no reinado de D. Pedro II". Isabel Lustosa diz que "segundo Neill Macaulay, ele proporcionou uma Carta invulgar, sob a qual o Brasil salvaguardou por mais de 65 anos os direitos básicos dos cidadãos de maneira melhor ‘do que qualquer outra nação do hemisfério ocidental, com a possível exceção dos Estados Unidos’". De acordo com João de Scantimburgo:
"D. Pedro e os seus constituintes tiveram o bom senso de escolher o melhor regime para a nação tropical, que se emancipava na América, sem copiar os Estados Unidos já consolidados, e as nações hispano-americanas retaliadas por tropelias sem fim, pelo revezamento de breves períodos democráticos e ditaduras caudilhescas".

### Reconhecimento da Independência
Era uma questão crucial para o Império brasileiro. As monarquias absolutistas europeias eram hostis à independência do Brasil. Os E.U.A. foram o primeiro país a reconhecer o governo brasileiro, em maio de 1824. Alguns meses antes fora divulgada a Doutrina Monroe, pela qual o presidente James Monroe declarava que os E.U.A. não aceitariam qualquer intervenção recolonizadora da Europa no continente americano. Graças à mediação da Inglaterra, em agosto de 1825, a coroa portuguesa reconheceu a independência do Brasil. O rei João VI outorga uma Carta-patente datada de 13 de Maio de 1825 em que eleva o Reino do Brasil à categoria de Império, separando a administração interna e externa do Império do Brasil da administração dos Reinos de Portugal e Algarves, tomando para si e seus sucessores o título e dignidade de Imperador do Brasil e Rei de Portugal e Algarves, cedendo e transferindo o pleno exercício de soberania e de governo na pessoa de seu filho, o Príncipe Pedro.
Carta Patente - 13 de maio de 1825 «Querendo duma vez remover todos os obstáculos que possam impedir e opor-se à dita aliança, concórdia e felicidade de um e outro Reino, qual Rei desvelado que só cura do melhor estabelecimento de seus Filhos, Sou servido, a exemplo do que praticaram os Senhores Reis D. Afonso V e D. Manuel, meus gloriosos predecessores e outros Soberanos da Europa, ordenar o seguinte: O Reino do Brasil será daqui em diante tido, havido e reconhecido com a denominação de Império em lugar da de Reino, que antes tinha. Consequentemente tomo e estabeleço para mim e para meus sucessores o título e dignidade de Imperador do Brasil e Rei de Portugal e Algarves, aos quais se seguirão os mais títulos inerentes à Coroa destes Reinos. O título de Príncipe ou Princesa Imperial do Brasil e Real de Portugal e Algarves será conferido ao Príncipe ou Princesa, herdeiro ou herdeira das duas Coroas Imperial e Real. A administração tanto interna como externa do Império do Brasil será distinta e separada da administração dos Reinos de Portugal e Algarves, bem como as destes da de aquele. E por sucessão das duas Coroas Imperial e Real diretamente pertencer a meu sobre todos muito amado e prezado Filho o Príncipe D. Pedro, nele, por este mesmo ato e carta patente, cedo e transfiro já, de minha livre vontade, o pleno exercício da soberania do Império do Brasil para o governar denominando-se Imperador do Brasil e Príncipe Real de Portugal e Algarves, reservando para mim o título de Imperador do Brasil e o de Rei de Portugal e Algarves com a plena soberania destes dois Reinos e seus domínios.»
Posteriormente, João VI, outorga em 15 de novembro de 1825, a Carta de Lei em que ratifica Tratado de Aliança e Paz assinado no dia 29 de agosto de 1825, reconhecendo oficialmente a independência do Brasil.
Carta de Lei - 15 de novembro de 1825 «...Para conseguir tão importantes fins, e promover a prosperidade geral e segurar a existência política e os destinos futuros dos Reinos de Portugal e Algarves, assim como os do Reino do Brasil, que com prazer elevei a esta dignidade, preeminência e denominação por Carta de Lei de 16 de Dezembro de 1815, em consequência do que me prestaram depois os seus habitantes novo juramento de fidelidade no ato solene da minha aclamação em à Corte do Rio de Janeiro: querendo de uma vez remover todos os obstáculos que pudessem impedir e opor-se à dita aliança, concórdia e felicidade de um e outro Reino, qual pai desvelado que só cura do melhor estabelecimento de seus Filhos: Houve por bem ceder e transmitir ao meu sobre todos muito amado e prezado Filho D. Pedro de Alcântara, Herdeiro e Sucessor destes Reinos, meus direitos sobre aquele país, criando-lhe e reconhecendo-lhe sua independência com o título de Império, reservando-me todavia o título de Imperador do Brasil. Meus desígnios sobre este tão importante objeto se acham ajustados da maneira que do tratado de amizade e aliança, assinado em o Rio de Janeiro em o dia 29 de Agosto do presente ano, ratificado por mim no dia de hoje e que vai ser patente a todos os meus fiéis vassalos, promovendo-se por ele os bens, vantagens e interesses de meus povos, que é cuidado mais urgente do meu paternal coração: em tais circunstâncias Sou servido assumir o título de Imperador do Brasil, reconhecendo o dito meu sobre todos muito amado e prezado Filho D. Pedro de Alcântara Príncipe Real de Portugal e Algarves com o mesmo título também de Imperador e o exercício da soberania em todo o Império; e mando que de ora em diante Eu assim fique reconhecido com o tratamento correspondente a essa dignidade.»
Com o Tratado de Aliança e Paz, Portugal obtinha em troca, a condição de "nação mais favorecida" nas transações comerciais e uma indemnização no valor de 2 milhões de libras. A Inglaterra também reconheceu a independência do Brasil em 1825. Somente a partir de 1826 a soberania brasileira foi reconhecida pela França, pelo Vaticano e pelas demais nações europeias, concluindo-se a formalização da independência. As repúblicas Latino-americanos, por sua vez, encaravam o Império brasileiro como instrumento dos interesses recolonizadores europeus e condenavam a anexação da Cisplatina (em 1821, o Reino Unido de Portugal, Brasil e Algarves anexara a Banda Oriental, atual Uruguai, a qual passou a chamar-se Província Cisplatina).

### Guerra da Cisplatina
Em março de 1825, uruguaios apoiados pelo governo de Buenos Aires reiniciaram a luta pela independência da Cisplatina. Ocuparam todo o território, com exceção de Montevidéu e Colônia, onde poderosos comerciantes, rivais dos de Buenos Aires, apoiavam a dominação brasileira. Um governo provisório uruguaio decidiu incorporar a Cisplatina à República das Províncias Unidas do Rio da Prata (Argentina). Imediatamente o Brasil declarou guerra à Argentina e bloqueou o porto de Buenos Aires. Em 1828, uma esquadra francesa ocupou a baía de Guanabara. Exigia a suspensão do bloqueio a Buenos Aires e uma indenização pelos prejuízos sofridos pela França com a interrupção do comércio na bacia do Prata. Por intervenção da Inglaterra, a Argentina e o Brasil assinaram, em agosto de 1828, um acordo de paz, pelo qual reconheciam a independência da República da Banda Oriental do Uruguai.

### Crise política e econômica
Em 1823, Pedro I instalou a primeira Assembleia Geral Brasileira: o Senado, vitalício, e a Câmara dos Deputados, eletiva e temporária. Os deputados, eleitos em 1824, eram em sua maioria abertamente hostis ao autoritarismo do imperador. Queriam um governo parlamentar que ouvisse a Câmara dos Deputados e a ela prestasse conta de seus atos. Por outro lado, o país atravessava crise econômica e financeira. As lavouras tradicionais de exportação estavam em decadência. O açúcar brasileiro, de cana, fora desalojado de seus principais mercados (Europa e Estados Unidos) pelo açúcar de beterraba. O algodão nordestino não resistira à concorrência do algodão norte-americano e oriental. O tabaco perdia seus mercados africanos em consequência das restrições impostas pela Inglaterra ao tráfico de escravos. Enquanto isso, cresciam as importações de manufaturados, principalmente ingleses, que levavam o país a gastar mais do que recebia com a exportação de seus produtos agrícolas.
Para agravar a situação, o governo imperial precisou contrair grandes empréstimos com bancos estrangeiros, sobretudo ingleses, a fim de financiar a guerra da Cisplatina e pagar as indenizações que devia a Portugal e à França. Em 1828, o Banco do Brasil foi à falência.

### Sucessão em Portugal
Com a morte de João VI em 1826, Pedro I foi aclamado rei de Portugal com o título de Pedro IV. Pressionado pelos políticos brasileiros, que viam ressurgir a ameaça da recolonização, Pedro abdicou do trono de Portugal em favor de sua filha de sete anos, a princesa Maria da Glória, permitindo que se casasse com o seu irmão, Miguel, representante das forças absolutistas portuguesas.

### Abdicação de Pedro I

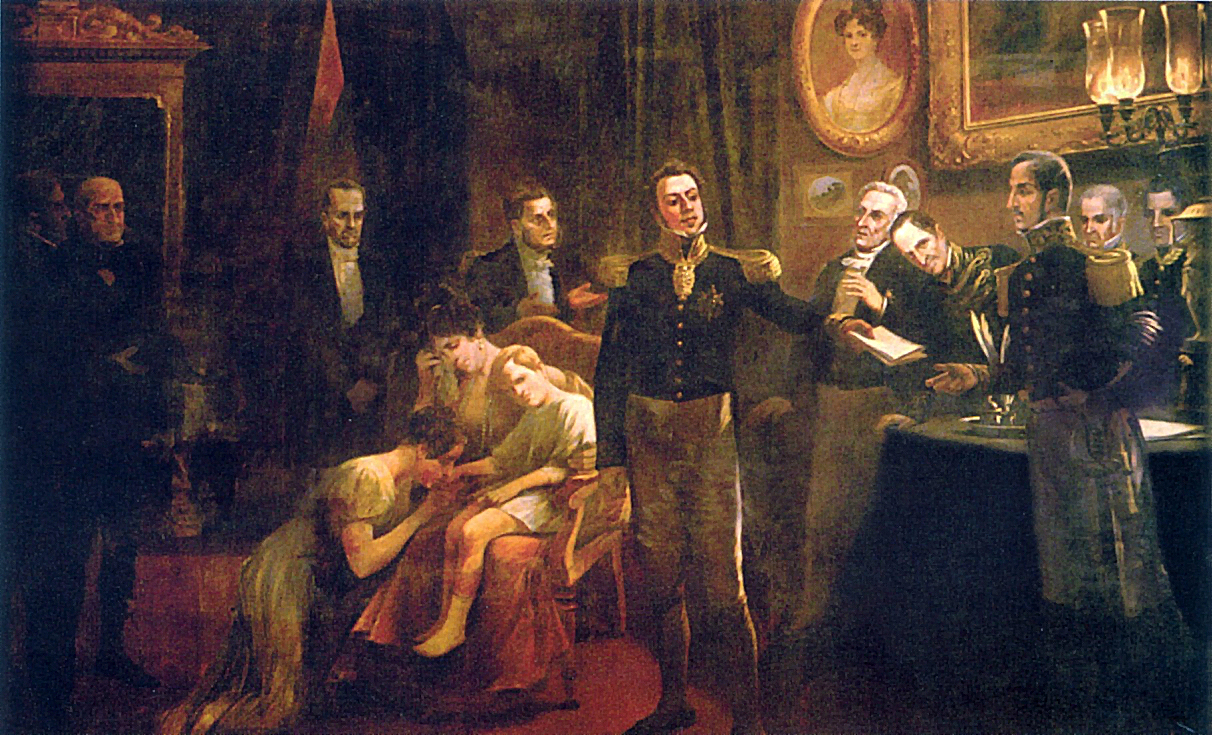
Abdicação de Pedro I.

O imperador procurou atenuar a hostilidade da Câmara organizando um novo ministério chefiado pelo Marquês de Barbacena, que contava com a simpatia dos políticos do Partido Brasileiro. A queda desse gabinete, a repercussão das Revoluções Liberais de 1830 e o assassínio do jornalista Líbero Badaró em São Paulo fizeram ferver os ânimos dos liberais.
No Rio de Janeiro, violentas lutas de rua entre brasileiros e portugueses - as Noite das Garrafadas, em 13 e 14 de março de 1831 - colocaram em evidência a impopularidade do imperador. Novo ministério de tendências liberais foi substituído em seguida pelo Ministério dos Marqueses, de tendências absolutistas. A crise culminou em 6 de abril de 1831 com uma grande manifestação popular no Rio de Janeiro, à qual aderiu a guarnição da cidade, comandada pelo brigadeiro Francisco de Lima e Silva. Na madrugada do dia seguinte, 7 de abril, D Pedro I abdicou do trono brasileiro em nome de seu filho de cinco anos, Pedro de Alcântara.

### Tentativa de colonização na África
De 1827 a 1830, a Armada Imperial Brasileira estabeleceu a base naval da Divisão Naval do Leste no território de Cabinda (atualmente uma província de Angola), fazendo deste efetivamente o único território colonial brasileiro fora da América do Sul.

## Segundo Reinado (1831-1889)

### Período Regencial (1831-1840)

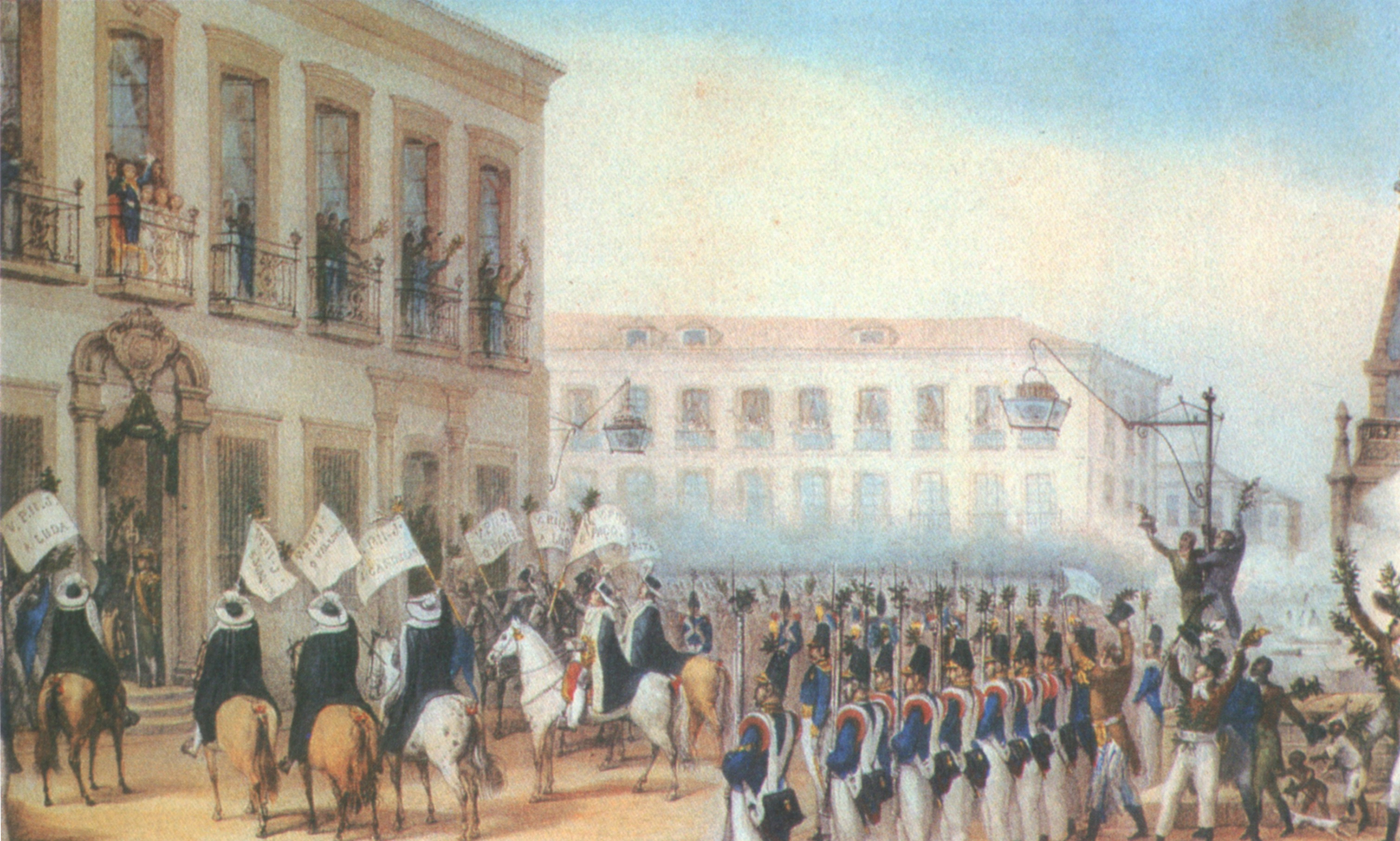
Aclamação de Pedro II no Campo Santana.

Pedro de Alcântara foi imediatamente aclamado imperador do Brasil, a fim de assegurar a continuidade do regime monárquico. Os deputados e senadores que se encontravam no Rio de Janeiro escolheram três regentes provisórios para governar em nome do soberano, até que a Assembleia apontasse nomes definitivos.
O período regencial foi um dos mais conturbados da história do Brasil. A economia continuou em crise, e o poder central, controlado pelos grandes proprietários rurais do Sudeste, esteve em conflito permanente com as províncias. As lutas por maior autonomia política das províncias ameaçaram dividir o Império em vários países independentes.

#### Correntes políticas
O Partido Brasileiro cindiu-se em três correntes. Os liberais moderados (conhecidos popularmente como ximangos ou chapéus-redondos) representavam os fazendeiros do Sudeste e estiveram no poder durante a maior parte do período regencial. Defendiam uma monarquia forte e centralizada. Os liberais exaltados (farroupilhas, jurujubas ou chapéus-de-palha), representantes das classes médias urbanas e dos proprietários rurais das outras províncias, queriam uma monarquia federativa com ampla autonomia provincial. Os mais radicais defendiam uma forma de governo republicana. Os restauradores (caramurus) reivindicavam a volta de Pedro I ao trono brasileiro. Desse grupo participavam comerciantes portugueses, militares, mercenários estrangeiros e importantes políticos do Primeiro Reinado, entre os quais os irmãos Andradas.

#### Regência Trina Permanente
Eleita pela Assembleia Geral em junho de 1831, era formada pelos deputados moderados José da Costa Carvalho e João Bráulio Muniz e pelo brigadeiro Francisco de Lima e Silva. Em 1831 e 1837, os liberais exaltados e os restauradores promoveram vários motins populares e levantes de tropas no Rio de Janeiro. Para neutralizar a influência do exército regular, onde exaltados e restauradores tinham grande influência, o ministro da Justiça, padre Diogo Antônio Feijó, criou a Guarda Nacional. Tratava-se de uma força de elite fiel ao governo e composta de 6 mil cidadãos recrutados entre os mais ricos do país.
Entre 1831 e 1834, os restauradores lideraram várias rebeliões provinciais. No Grão-Pará, chegaram a tomar o poder por algum tempo. A Abrilada, em Pernambuco, deu origem à Cabanada, movimento que se espalhou pela Zona da Mata e pelo Agreste pernambucano e alagoano entre 1832 e 1835.
Mais numerosas e importantes, contudo, foram as revoltas provinciais lideradas pelos exaltados: a Setembrada e a Novembrada, em Recife, em 1831; as três Carneiradas na cidade pernambucana de Goiana (1834-1835); e os levantes militares ocorridos em Salvador. Em São Félix, na Bahia, houve um governo de curta duração, a chamada Federação dos Guanais (1832).
Em 1835, tiveram início as duas mais importantes revoluções federalistas: a Guerra dos Farrapos (1835-1845), no Rio Grande do Sul, e a Cabanagem (1835-1840), no Pará. Também em 1835 ocorreu um dos mais importantes levantes urbanos de escravos na história do Brasil, a chamada Revolta dos Malês, promovida por escravos nagôs e hauçás, na cidade de Salvador.

#### Ato Adicional de 1834
Incapaz de conter militarmente a agitação que lavrava em todo o país, o governo central procurou atender a algumas reivindicações autonomistas das oligarquias provinciais. A lei aprovada em agosto de 1834 e conhecida como Ato Adicional introduziu modificações fundamentais na Constituição de 1824. Criou Assembleias Legislativas provinciais, extinguiu o Conselho de Estado (reduto de políticos de tendências restauradoras do Primeiro Reinado), transformou o município do Rio de Janeiro em Município Neutro e instituiu a regência una, eleita por votação nacional e fortalecedora dos setores aristocráticos regionalistas e federativos. Concorreram ao cargo, entre outros, o político paulista padre Diogo Antônio Feijó e um membro de importante família pernambucana de senhores de engenho, Antônio Francisco de Paula e Holanda Cavalcanti.

#### Regência Una
Feijó, que assumiu em 12 de outubro de 1835, enfrentou forte oposição na Câmara. Logo de início o Regente se deparou com a Revolução Farroupilha no Rio Grande do Sul, que havia eclodido em 20 de setembro do mesmo ano. Com a morte de Pedro I, em setembro de 1834, antigos restauradores haviam-se unido a liberais descontentes e formado o bloco dos regressistas. Com maioria na Câmara, os regressistas condenavam as concessões feitas no Ato Adicional e exigiam um governo mais forte e centralizado, que esmagasse as revoluções provinciais. Os partidários de Feijó compunham o bloco dos progressistas. Essas facções dariam origem, posteriormente, aos dois partidos do Segundo Reinado, o Conservador e o Liberal. Em setembro de 1837, Feijó demitiu-se e foi substituído pelo regressista Pedro de Araújo Lima. O novo regente teve de enfrentar duas revoltas: a Sabinada (1837-1838), na Bahia, e a Balaiada (1838-1841), no Maranhão. Além de intensificar a repressão contra os farrapos, no sul, e os cabanos, no Norte, Araújo Lima promulgou em maio de 1840 a Lei Interpretativa do Ato Adicional de 1834, a qual reduzia os poderes das Assembleias Legislativas provinciais e a autonomia das províncias. 

### Maioridade
Para antecipar o Governo de Pedro II, os representantes liberais apresentaram à Assembleia Geral um projeto de declaração da maioridade. Apesar de o Governo regencial ter tentado ganhar tempo, os deputados formaram uma comissão e pediram ao próprio imperador que concordasse em assumir. Em junho de 1840, o regente Araújo Lima foi afastado do poder por um golpe parlamentar promovido pelos liberais progressistas, o que acelerou a proclamação da maioridade de Pedro II. Com 15 anos incompletos e por meio de um golpe de Estado, o imperador Pedro II iniciou o seu reinado em 23 de julho de 1840, quando prestou juramento à Assembleia Geral.

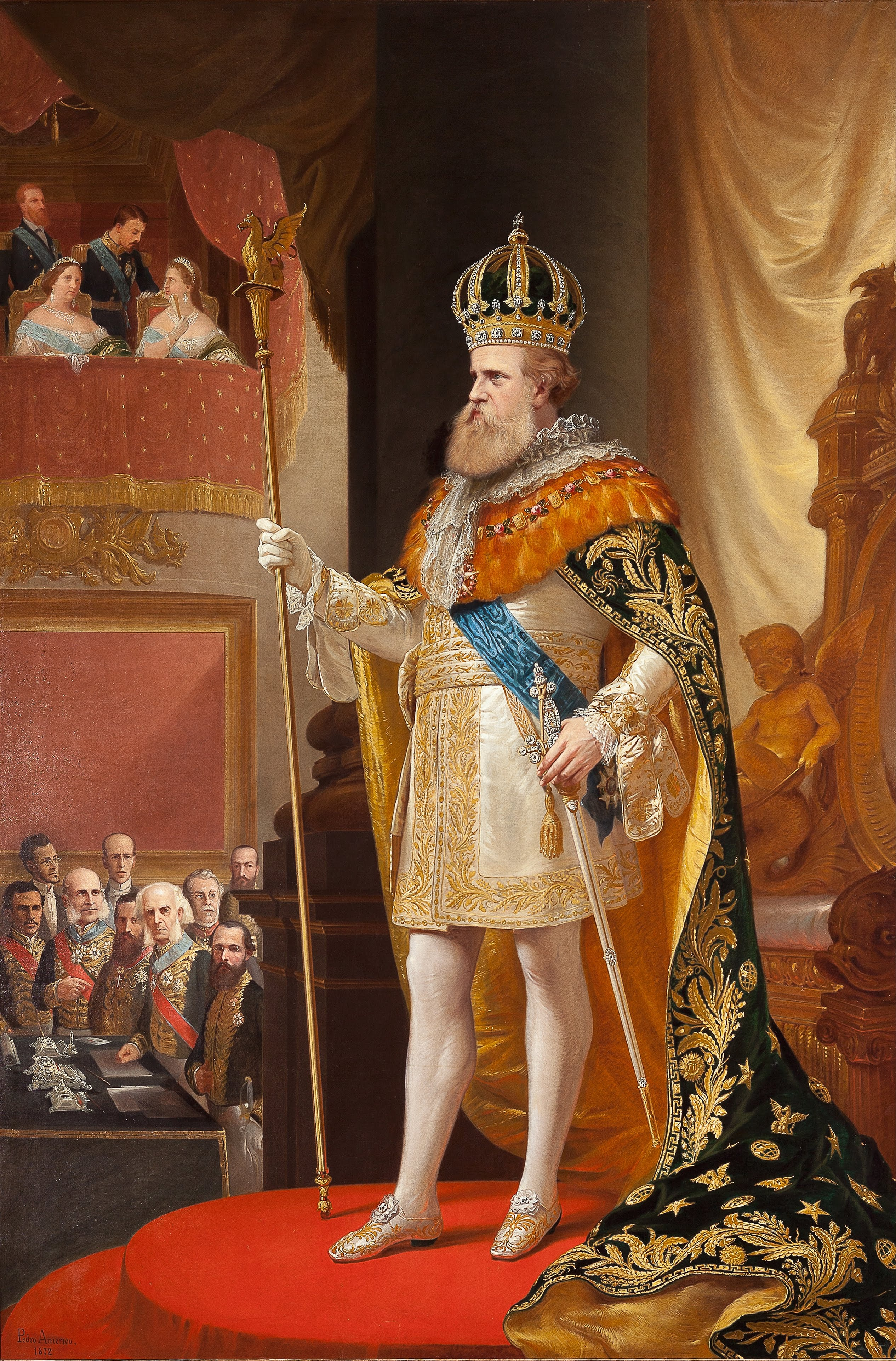
Imperador Pedro II do Brasil, 1873.

O gabinete liberal foi substituído em 1841 por um conservador, que restaurou o Conselho de Estado e reformou o Código de Processo, dando, assim, continuidade à ação centralizadora iniciada com a Lei Interpretativa. Antes que fossem empossados os deputados eleitos durante o gabinete liberal, o gabinete conservador dissolveu a Câmara e convocou novas eleições. Nas províncias de Minas Gerais e São Paulo, os liberais partiram para a luta armada (maio e junho de 1842). Foram vencidos pelo coronel Luís Alves de Lima e Silva, que recebera o título de barão de Caxias ao esmagar a revolta da Balaiada em 1840-1841. Os farrapos, depois de dez anos de luta, aceitaram em 1845 as condições de paz e a anistia propostas por Caxias, nomeado por Pedro II para o cargo de presidente e comandante das armas da província do Rio Grande do Sul.

### Parlamentarismo
De volta ao poder em 1844, os liberais mantiveram as leis centralizadoras contra as quais se haviam sublevado. O gabinete liberal criou o cargo de presidente do Conselho de Ministros: em vez de nomear diretamente os ministros, o imperador agora escolhia um político de sua confiança que formava o ministério. Esse sistema, denominado parlamentarismo, favoreceu a alternância dos dois partidos no poder e aumentou o peso do poder legislativo nas decisões políticas nacionais.
A formação de um ministério conservador em 1848 foi o estopim da Revolta Praieira, em Pernambuco, a última revolução provincial importante do Império. A derrota dos praieiros em 1850 marcou o início de um longo período de estabilidade política e prosperidade econômica, que permitiu a formação de governos de coalizão, primeiro a Conciliação (1853-1862) e depois a Liga Progressista (1862-1868).

### Lavoura do café
No final do período regencial, a economia brasileira começara a apresentar sinais de recuperação, graças ao surgimento de uma nova lavoura de exportação, a cafeeira. O café era cultivado, a princípio, apenas para consumo doméstico e local. No começo do séc. XIX, transformou-se em um produto economicamente importante para o país. As grandes fazendas de café se expandiram pelo Vale do Paraíba, na província do Rio de Janeiro, penetrando, em seguida, no sudeste de Minas Gerais e norte de São Paulo. O avanço do café coincidiu com a decadência das lavouras tradicionais - algodão e açúcar. Entre 1837 e 1838, as exportações de café, destinadas principalmente aos EUA, correspondiam a mais da metade do valor das exportações brasileiras. A lavoura cafeeira proporcionou aos grandes proprietários rurais do Sudeste (os barões do café) o suporte econômico necessário para consolidarem sua supremacia política perante as demais províncias do país.

### Predomínio paulista
Por volta de 1875, começou a delinear-se uma nítida separação, no Sudeste, entre duas zonas cafeeiras distintas. De um lado, o Vale do Paraíba e adjacências, onde dominavam as relações de trabalho escravistas e um sistema de exploração descuidado que foi responsável pelo esgotamento dos solos, a queda da produtividade e a decadência dos cafezais após algumas décadas de prosperidade. Do outro lado, o chamado Oeste Paulista, a área de terra roxa em torno de Campinas e Ribeirão Preto, cujos fazendeiros, além de introduzirem máquinas agrícolas e melhorias no processo de cultivo e beneficiamento do café, foram os primeiros a substituir a mão-de-obra escrava, que se tornava escassa e caríssima, pelo trabalho assalariado livre, quer de brasileiros quer de imigrantes. Em 1860, 80% da produção cafeeira provinha ainda da província do Rio de Janeiro. Por volta de 1885, a produção paulista ultrapassou a fluminense e, nos últimos anos do séc. XIX, correspondia a quase metade da produção global do país.

### Tráfico negreiro
Tentando atrair o capital do tráfico para a industrialização, a Inglaterra extinguiu o comércio de escravos (1807) e passou a mover intensa campanha internacional contra o tráfico negreiro. Nas negociações do reconhecimento da independência do Brasil, a Inglaterra condicionara o seu apoio à extinção do tráfico e forçara Pedro I a assinar, em 1826, um convênio no qual se comprometia a extingui-lo em três anos. Cinco anos depois, a regência proibiu a importação de escravos (1831), mas a oposição dos grandes proprietários rurais impediu que isso fosse levado à prática. Estimulado pela crescente procura de mão-de-obra para a lavoura cafeeira, o tráfico de escravos aumentou: desembarcaram no Brasil 19.453 escravos em 1845, 60 mil em 1848 e 54 mil em 1849.

#### Extinção do tráfico negreiro
O fim da importação de escravos estimulou o tráfico interprovincial: para saldar suas dívidas com especuladores e traficantes, os senhores dos decadentes engenhos do Nordeste e do Recôncavo Baiano passaram a vender, a preços elevados, suas peças (escravos) para as prósperas lavouras do vale do Paraíba e outras zonas cafeeiras. Forçados pela escassez e encarecimento do trabalhador escravo, vários cafeicultores paulistas começaram a trazer colonos europeus para suas fazendas, como fizera o senador Nicolau de Campos Vergueiro, em 1847, numa primeira experiência mal-sucedida. A mão-de-obra assalariada, porém, só se tornaria importante na economia brasileira depois de 1870, quando o governo imperial passou a subvencionar e a regularizar a imigração, e os proprietários rurais se adaptaram ao sistema de contrato de colonos livres. Mais de 1 milhão de europeus (dos quais cerca de 600 mil italianos) imigraram para o Brasil em fins do século XIX.

### Atividades urbanas
A extinção do tráfico negreiro liberou subitamente grande soma de capitais que afluíram para outras atividades econômicas. Entre 1850 e 1860, foram fundadas 62 empresas industriais, 14 bancos, três caixas econômicas, 20 companhias de navegação a vapor, 23 companhias de seguros e oito estradas de ferro. A cidade do Rio de Janeiro, o grande empório do comércio de café, modernizou-se rapidamente: suas ruas foram calçadas, criaram-se serviços de limpeza pública e de transportes urbanos, e redes de esgoto e de água. A geração de empresários capitalistas que surgiu nesse período teve em Irineu Evangelista de Sousa, barão e depois visconde de Mauá, sua figura mais representativa. Em 1844, o ministro da Fazenda, Manuel Alves Branco, contrariando os interesses dos comerciantes e industriais ingleses, colocou em vigor novas tarifas alfandegárias que variavam em torno de 30%, o dobro, portanto, das anteriores. Embora visasse a solucionar a carência de recursos financeiros do governo imperial, essa medida teve efeitos protecionistas: ao tornar mais caros os produtos importados, favorecia a fabricação de similares nacionais.

### Guerras externas

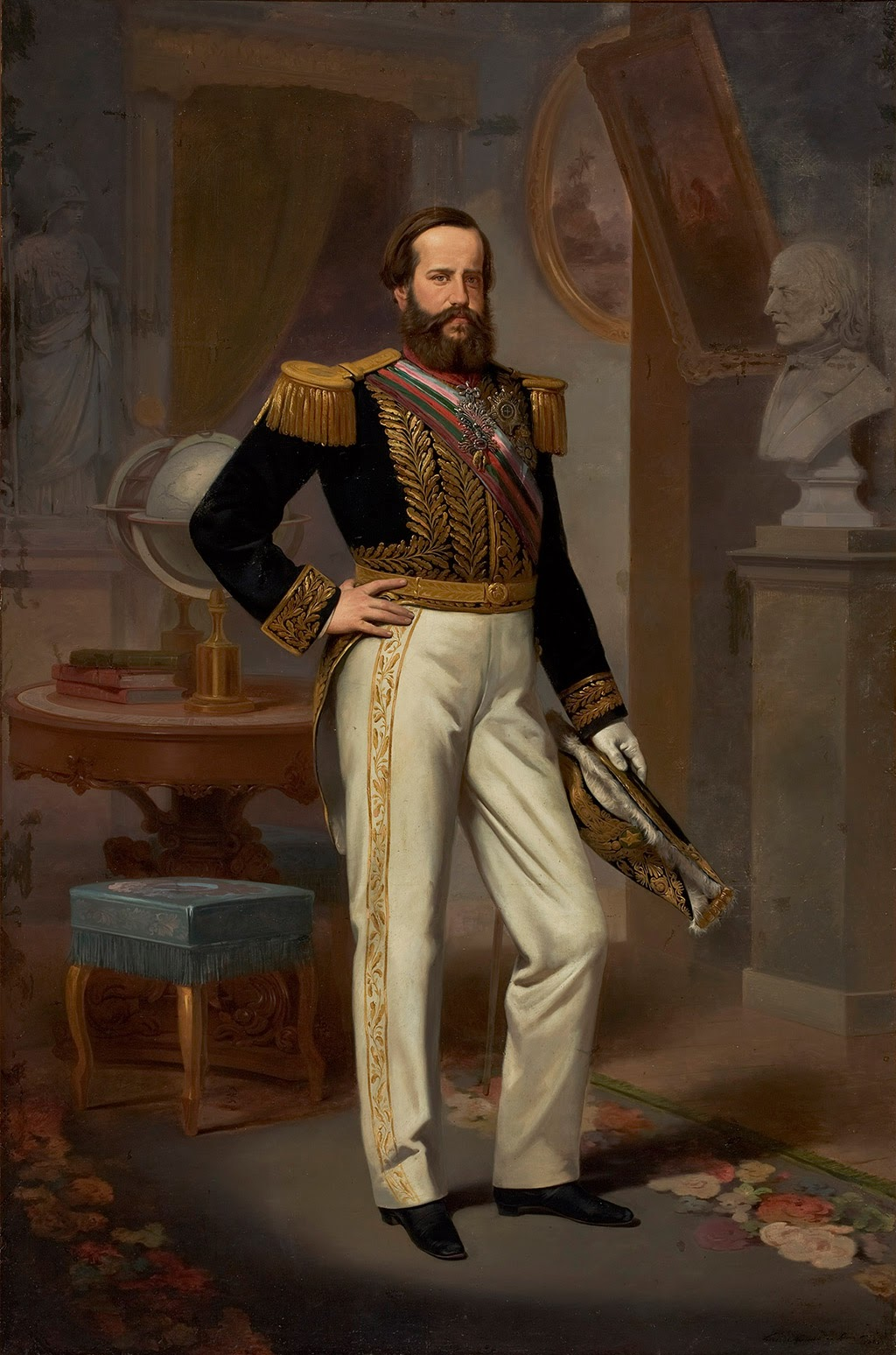
Retrato por Victor Meirelles, Pedro II em trajes militares.

A bacia do rio da Prata foi o palco dos principais conflitos externos em que o Império brasileiro se envolveu. Com o objetivo de assegurar a livre navegação nos rios Uruguai, Paraguai e Paraná, e no estuário do Prata, o governo imperial procurou explorar os conflitos entre Buenos Aires e as outras províncias argentinas, assim como as lutas entre os partidos que disputavam o poder no Uruguai, os blancos (brancos), de Manuel Oribe, e os colorados (vermelhos), de José Fructuoso Rivera.

#### Guerra do Prata
Após o término da Guerra da Cisplatina em 1828, a região do Prata tornou-se palco de conflitos intermináveis graças ao governo despótico de Rosas, ditador argentino que buscava anexar a força o Uruguai, Paraguai, Bolívia e parte da região sul do Brasil. Tragado para uma guerra que não possuía recursos e nem homens para travar, o Império utilizou de sua diplomacia para angariar aliados contra Rosas e postergar até o momento em que estivesse preparado a deflagração da guerra, que ocorreu em 1851.

#### Guerra do Paraguai

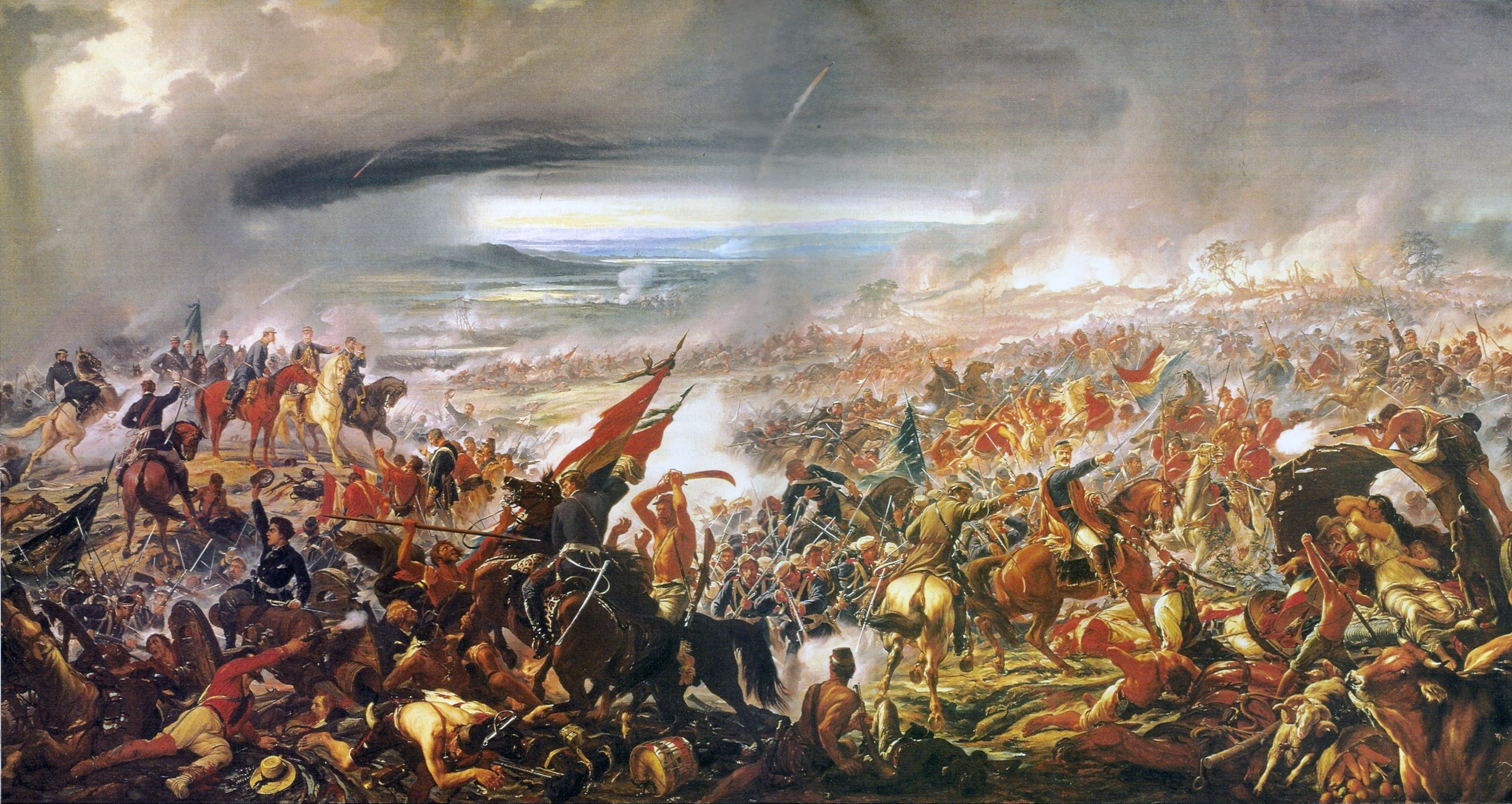
Batalha de Avaí na Guerra do Paraguai.

Em abril de 1864, o presidente uruguaio Atanásio Aguirre, do Partido Blanco, recebeu um ultimato do governo brasileiro exigindo compensação por supostos prejuízos sofridos por criadores brasileiros em disputas de fronteira, por questões de gado. Depois de assegurar o apoio político e diplomático do presidente paraguaio Francisco Solano López, Aguirre recusou o ultimato e queimou em praça pública todos os tratados assinados pelos governos anteriores com o Brasil. Após o rompimento das relações diplomáticas, o Império ocupou o Uruguai.
Não surtiram efeito os protestos diplomáticos de López condenando a invasão do Uruguai. A derrota de Aguirre deixaria o Paraguai imprensado entre dois poderosos blocos nacionais - Argentina e Brasil - que poderiam estrangular a passagem pelos rios, sua única via de acesso ao exterior. Em novembro de 1864, tropas paraguaias aprisionaram o navio brasileiro Marquês de Olinda e invadiram a província de Mato Grosso. Não conseguiram, porém, impedir ou retardar a derrota dos Blancos no Uruguai. Em 1º de maio de 1865, Brasil, Argentina e Uruguai firmaram o Tratado da Tríplice Aliança e iniciaram a Campanha Militar contra o Paraguai. O cenário principal da guerra foi o médio curso dos rios Paraguai, Paraná e Uruguai. Depois que a esquadra brasileira conseguiu abrir caminho pelo passo de Humaitá (1868), caíram, uma em seguida a outra, as fortalezas que guarneciam o acesso a Assunção, capital paraguaia. Após a queda de Assunção, López refugiou-se nas cordilheiras com o que restava do seu exército. Sua morte, em março de 1870, selou a vitória definitiva da Tríplice Aliança.

### Abolicionismo e republicanismo

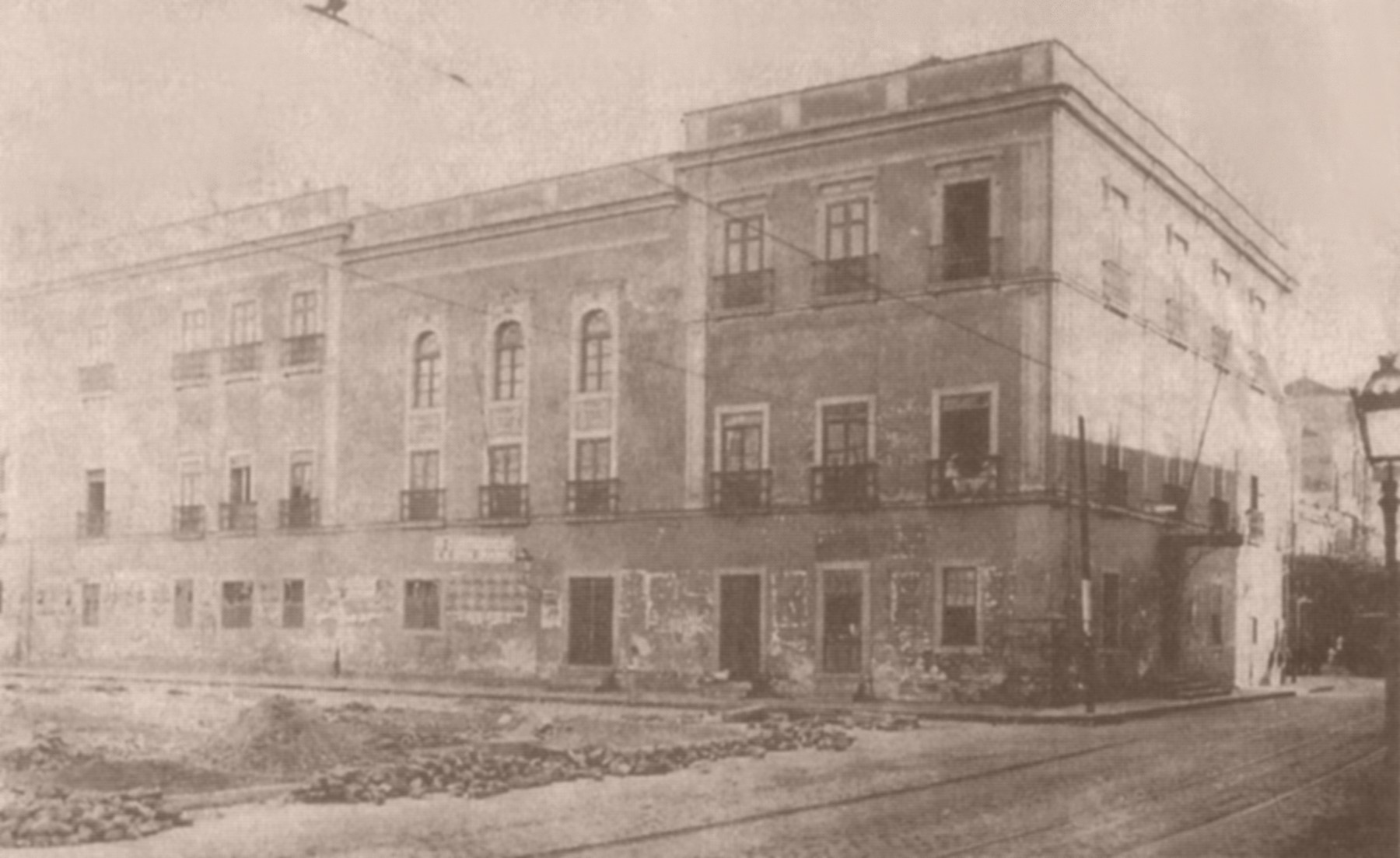
Prédio da Câmara dos Deputados Gerais, no Rio de Janeiro, cerca de 1880.

Finda a guerra do Paraguai, reavivou-se a polêmica em torno do escravismo, ao mesmo tempo que ressurgiam os ideais republicanos no Brasil. Tanto o republicanismo como o abolicionismo encontraram ampla acolhida entre as camadas médias urbanas que se haviam expandido com as transformações econômicas ocorridas a partir de 1850.
A ascensão do Ministério Itaboraí, conservador e escravocrata, em 1868, assinalou o fim da política de compromisso entre os partidos Conservador e Liberal. Nesse mesmo ano, formou-se o Partido Liberal-Radical, cujo programa incluía a reivindicação do voto direto e generalizado, a extinção do Poder Moderador do imperador, a eleição dos presidentes de províncias pelas próprias províncias e a substituição do trabalho escravo pelo trabalho livre. Em 1870, a ala mais radical desse partido fundou, no Rio de Janeiro, o Partido Republicano.

#### Campanha abolicionista
A divulgação do Manifesto Republicano coincidiu com a intensificação da campanha abolicionista. Em 28 de setembro de 1871, foi aprovada a Lei do Ventre Livre, que libertava os filhos de mulher escrava nascidos daquela data em diante. A mãe conservava o ingênuo (nascido livre) até os oito anos. O senhor poderia utilizar os serviços do ingênuo até os 21 anos, pagando-lhe salário, a menos que preferisse libertá-lo e receber a indenização oferecida pelo governo.
Além de não conseguir deter a campanha abolicionista, o governo imperial envolveu-se numa séria desavença com a Igreja Católica, conhecida como Questão Religiosa (1872-1875), a qual contribuiu para desgastar mais ainda as bases de sustentação do regime monárquico.
Depois de 1880, o abolicionismo ganhou novo fôlego. A Sociedade Brasileira contra a Escravidão e a Associação Central Emancipacionista, fundadas nesse ano no Rio de Janeiro, passaram a coordenar a propaganda contra a escravidão através da imprensa, de reuniões e conferências. Destacaram-se nessa campanha os jornalistas negros Luís Gama e José do Patrocínio, o poeta Castro Alves, o engenheiro negro André Rebouças e o parlamentar Joaquim Nabuco. Os abolicionistas conquistaram adeptos também nos círculos militares, onde já se havia difundido a filosofia positivista, por iniciativa de Benjamin Constant.
A recusa do exército em perseguir os escravos que fugiam em massa das fazendas (muitas vezes com a ajuda da ala mais radical dos abolicionistas) deu origem a Questão Militar.

### Lei Áurea
Levado pela força dos acontecimentos, o governo central fazia pequenas concessões que não contentavam nem aos escravocratas nem aos abolicionistas. Em 1885, foi promulgada a Lei Saraiva-Cotegipe, mais conhecida como Lei dos Sexagenários. Tratava-se, em verdade, de norma contraproducente, pois ao libertar os escravos maiores de 60 anos, desobrigava os proprietários de sustentá-los quando já estavam cansados e doentes, condenando-os à mendicância. Finalmente, em 13 de maio de 1888, a princesa Isabel, regente do trono (por motivo de viagem do imperador, seu pai), assinou a Lei Áurea, que libertou os últimos 720 mil escravos existentes no país (5% da população). Grande número desses escravos, aliás, já se havia rebelado, recusando-se a trabalhar sem remuneração ou fugindo de seus proprietários. Os fazendeiros do vale do Paraíba, únicos a votar contra a aprovação da lei no Parlamento, pois eram os mais prejudicados, passaram para o Partido Republicano. Eles tinham a esperança de que o novo regime lhes indenizaria as perdas sofridas.

## Fim da monarquia
No dia 15 de novembro de 1889, o Marechal Deodoro da Fonseca comandou um golpe de Estado, de cunho militar que deu fim ao império e início à república.
Previa-se um plebiscito para legalizar a república no país, o qual foi realizado 104 anos depois, em 1993.

## Morte e funeral de Pedro II
Na França, cerca de 300 000 pessoas assistiram a passagem pelas ruas de Paris a procissão para Igreja de la Madeleine do funeral de Pedro II. Uma formação militar francesa, composta por 80 000 homens prestou honras ao Imperador, no início da Primeira República do Brasil.